# Shhh... Don't Tell
Shhh... Don't Tell é um quinto álbum do comediante Adam Sandler lançado pela Warner Bros. Records em 2004. O álbum contém ainda participações de comediantes como Rob Schneider, David Spade, Blake Clark e Nick Swardson. O álbum contém ainda um tributo ao pai de Sandler, que morreu um ano antes do lançamento do álbum.
| Críticas profissionais                                                      | Críticas profissionais |
| Avaliações da crítica                                                       | Avaliações da crítica  |
| Fonte                                                                       | Avaliação              |
| --------------------------------------------------------------------------- | ---------------------- |
| Allmusic                                                                    | [ 1 ]                  |
| Esta tabela precisa de ser acompanhada por texto em prosa. Consulte o guia. |                        |

## Faixas
1. Sid & Alex
2. Pibb Goes Surfing
3. The Amazing Willy Wanker
4. Gay Robot
5. Pibb Tries the Skateboarding
6. Creepin' on the Mayor
7. The Mayor of Pussytown
8. Timmy Trouble
9. Pibb Takes the Mexican ATV Tour
10. Wolfman
11. Secret
12. The Boss and the Secretary
13. Best Friend
14. Pibb Needs the Hot Rocks
15. The Mule Sessions
16. Newlyweds, Sleepyheads
17. Calling Home
18. Mr. 'I Do' and the Do Doos
19. Whore! Where Are You?!
20. Stan the Man